# FTSE Italia STAR
L'indice FTSE Italia STAR è un indice del segmento STAR (acronimo di segmento titoli con alti requisiti), gestito da Borsa Italiana che comprende società per azioni di medie dimensioni (con capitalizzazione fino ad un miliardo di Euro).

## Storia
Il segmento STAR nasce nel 2001 prendendo successivamente il nome di All Stars, che comprendeva i titoli dei segmenti di Borsa Italiana Star e techSTARS. Con la chiusura del segmento techSTARS di Borsa italiana, e del relativo indice, i titoli che vi erano quotati sono confluiti nell'attuale segmento.
L'indice FTSE Italia STAR che accoglie attualmente 75 società quotate nel segmento STAR, richiede per esservi ammessi, caratteristiche ed impegni piuttosto vincolanti per le società che ne fanno parte, in particolare requisiti di trasparenza, liquidità del titolo e corporate governance. L'attuale denominazione di FTSE Italia STAR risale alla fusione tra Borsa italiana e London Stock Exchange.

## Caratteristiche richieste
- Trasparenza nelle comunicazioni societarie, ossia:
  - pubblicazione delle relazioni trimestrali entro 45 giorni dalla data di chiusura;
  - un sito internet dedicato e costantemente aggiornato, con informazioni disponibili sia in italiano che in inglese;
  - nomina di un manager espressamente addetto alle relazioni con gli investitori (investor relations).
- Liquidità del titolo, ovvero un flottante che sia almeno il 35% del capitale sociale per le società di nuova quotazione e del 20% per le società già quotate che richiedano di passare al segmento.
- Corporate governance, ovvero tutte le procedure e regole nella gestione dell'azienda e la suddivisione dei poteri di gestione e controllo. In dettaglio sono richiesti:
  - la presenza di amministratori indipendenti nel consiglio d'amministrazione;
  - la nomina di un comitato per il controllo interno, composto in maggioranza dagli stessi amministratori indipendenti;
  - un piano di remunerazione ed incentivazione per amministratori e manager.

## Società dell'indice

### Composizione
Fanno parte dell'indice FTSE Italia STAR le seguenti 76 società con i loro 78 titoli:
| Sigla | Nome                                                                  |
| ----- | --------------------------------------------------------------------- |
| ABT   | Abitare in S.p.A.                                                     |
| AEF   | Aeffe S.p.A.                                                          |
| ADB   | Aeroporto Guglielmo Marconi di Bologna S.p.A.                         |
| ALK   | Alkemy S.p.A.                                                         |
| AGP   | Altea Green Power S.P.A.                                              |
| AMP   | Amplifon S.p.A.                                                       |
| AV    | Antares Vision S.p.A                                                  |
| ECNL  | Aquafil S.p.A.                                                        |
| ASC   | Ascopiave S.p.A.                                                      |
| AVIO  | Avio S.p.A.                                                           |
| BEC   | B&C Speakers S.p.A.                                                   |
| IF    | Banca IFIS S.p.A.                                                     |
| BST   | Banca Sistema S.p.A.                                                  |
| BSS   | Biesse S.p.A.                                                         |
| CAI   | Cairo Communication S.p.A.                                            |
| CRL   | Carel Industries S.P.A.                                               |
| CELL  | Cellularline S.p.A.                                                   |
| CMB   | Cembre S.p.A.                                                         |
| CEM   | Cementir Holding S.p.A.                                               |
| CY4   | Cy4gate S.P.A.                                                        |
| DIS   | D'Amico International Shipping S.A. (società con sede in Lussemburgo) |
| DAL   | Datalogic S.p.A.                                                      |
| DIB   | Digital Bros S.p.A.                                                   |
| DOV   | Dovalue S.p.A.                                                        |
| ELN   | El.En. S.p.A.                                                         |
| ELC   | Elica S.p.A.                                                          |
| EM    | Emak S.p.A.                                                           |
| EQUI  | Equita Group S.p.A.                                                   |
| PRT   | Esprinet S.p.A.                                                       |
| ETH   | Eurotech S.p.A.                                                       |
| FM    | Fiera Milano S.p.A.                                                   |
| FILA  | FILA S.p.A.                                                           |
| FF    | Fine Foods & Pharmaceuticals N.T.M. S.p.A.                            |
| GHC   | Garofalo Health Care S.p.A.                                           |
| GE    | Gefran S.p.A.                                                         |
| GF    | Generalfinance S.p.A.                                                 |
| IGD   | IGD SIIQ S.p.A.                                                       |
| ILTY  | Illimity Bank S.p.A.                                                  |
| IP    | Interpump Group S.p.A.                                                |
| ITM   | Italmobiliare S.p.A.                                                  |
| LNDR  | Landi Renzo S.p.A.                                                    |
| LUVE  | LU-VE S.p.A.                                                          |
| MARR  | MARR S.p.A.                                                           |
| MOL   | Moltiply Group S.p.A.                                                 |
| MN    | Mondadori Editore S.p.A.                                              |
| NDT   | Neodecortech S.p.A.                                                   |
| NWL   | Newlat Food S.p.A.                                                    |
| ORS   | Orsero S.p.A.                                                         |
| PHN   | Pharmanutra S.p.A.                                                    |
| REY   | Reply S.p.A.                                                          |
| REVO  | REVO Insurance S.p.A.                                                 |
| SAB   | Sabaf S.p.A.                                                          |
| SL    | Sanlorenzo S.p.A.                                                     |
| IOT   | Seco S.p.A.                                                           |
| SES   | Sesa S.p.A.                                                           |
| SGF   | SOGEFI S.p.A.                                                         |
| SYS   | SYS-DAT S.p.A.                                                        |
| TIP   | Tamburi Investment Partners S.p.A.                                    |
| TES   | Tesmec S.p.A.                                                         |
| TISG  | The Italian Sea Group S.p.A.                                          |
| TNXT  | Tinexta S.p.A.                                                        |
| TXT   | TXT e-solutions S.p.A.                                                |
| UD    | Unidata S.p.A.                                                        |
| WIIT  | Wiit S.p.A.                                                           |
| ZV    | Zignago Vetro S.p.A.                                                  |

Dati aggiornati al 08 maggio 2025

### Variazioni in uscita
Sono uscite dall'indice:
- nel 2008 navigazione Montanari per de listing,
- nel 2009 Mirato S.p.A. in seguito ad OPA di Benefit S.p.A.[3]
- nel 2009 Mariella Burani Fashion Group S.p.A. per istanza di fallimento[4];
- nel 2009 Trevisan Cometal, a seguito di richiesta della società poi l'anno successivo fallita
- nel 2014 "Cobra Automotive Technologies", ridenominata Vodafone Automotive, in seguito all'OPA di Vodafone
- l'8 luglio 2016 Engineering ingegneria informatica, in seguito all'OPA di MIC Bidco S.p.A.
- il 5 marzo 2018 Dada, in seguito all'OPA di Dali Italy Bidco S.p.A.
- il 27 aprile 2018 "TerniEnergia", quando viene sospesa in seguito alle forti perdite del 2017, passando successivamente all'MTA
- il 6 settembre 2018 Vittoria Assicurazioni, in seguito al successo dell'OPA di Vittoria Capital S.p.A.
- Itway
- Astaldi
- l'11 ottobre 2018 EI Towers in seguito al successo dell'OPA di 2i Towers
- il 26 febbraio 2020 Gamenet in seguito al successo dell'OPA di Gamma Bidco
- il 10 agosto 2020 GEDI Gruppo Editoriale in seguito al successo dell'OPA di Giano Holding (Gruppo Exor)
- il 28 novembre 2022 Banca Finnat è stata delistata da Borsa Italiana a seguito di un'offerta pubblica di acquisto (OPA) da parte di Nattino Holding

## Fonti
- Sito ufficiale di Borsa Italiana S.p.A., su borsaitaliana.it.